# Кутені (національний парк)
 Національний парк «Ку́тені» (англ. Kootenay National Park, фр. Parc national de Kootenay) — національний парк Канади, заснований в 1920 році, у провінції Британська Колумбія. Парк має площу 1 406 кв. км. На мові індіанського племені «кутені» означає «Люди над горою».
Через парк течуть річки Кутеней i Вермільйон.
Також парк межує з Національним парком Банф і Провінційним парком Гори Асінібойн на сході, та Національним парком Його на півночі. Головний комерційний центр парку — містечко Радіум-Гот-Спрінгс, на шосе 93 і шосе 95. Містечко має відомі термальні води.

## Клімат

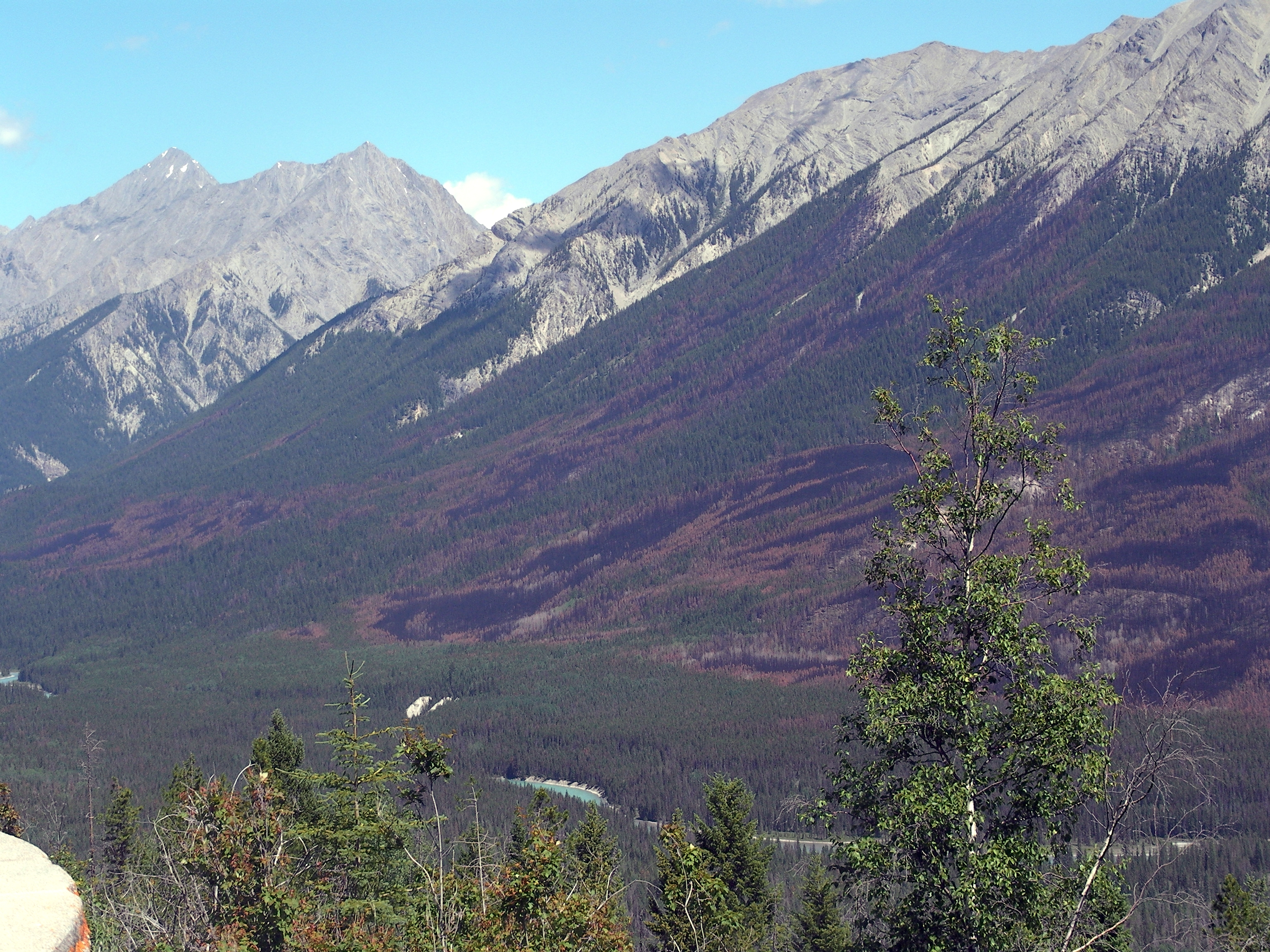
Долина Кутені

Парк знаходиться у зоні, котра характеризується континентальним субарктичним кліматом. Найтепліший місяць — липень із середньою температурою 14.6 °C (58.2 °F). Найхолодніший місяць — грудень, із середньою температурою -10.9 °С (12.3 °F).
| Клімат парку Кутені (на висоті 1,2 км) | Клімат парку Кутені (на висоті 1,2 км) | Клімат парку Кутені (на висоті 1,2 км) | Клімат парку Кутені (на висоті 1,2 км) | Клімат парку Кутені (на висоті 1,2 км) | Клімат парку Кутені (на висоті 1,2 км) | Клімат парку Кутені (на висоті 1,2 км) | Клімат парку Кутені (на висоті 1,2 км) | Клімат парку Кутені (на висоті 1,2 км) | Клімат парку Кутені (на висоті 1,2 км) | Клімат парку Кутені (на висоті 1,2 км) | Клімат парку Кутені (на висоті 1,2 км) | Клімат парку Кутені (на висоті 1,2 км) | Клімат парку Кутені (на висоті 1,2 км) |
| Показник                               | Січ.                                   | Лют.                                   | Бер.                                   | Квіт.                                  | Трав.                                  | Черв.                                  | Лип.                                   | Серп.                                  | Вер.                                   | Жовт.                                  | Лист.                                  | Груд.                                  | Рік                                    |
| Абсолютний максимум, °C                | 10                                     | 11,1                                   | 18                                     | 28,3                                   | 33                                     | 32,5                                   | 35                                     | 36,5                                   | 33,3                                   | 23,5                                   | 14,4                                   | 6,7                                    | 36,5                                   |
| Середній максимум, °C                  | −4,8                                   | −0,4                                   | 5,9                                    | 10,9                                   | 16,4                                   | 19,7                                   | 23,2                                   | 23                                     | 17,6                                   | 8,9                                    | −0,2                                   | −6,6                                   | 9,5                                    |
| Середня температура, °C                | −9,7                                   | −6,9                                   | −1                                     | 3,8                                    | 8,4                                    | 11,8                                   | 14,5                                   | 13,8                                   | 8,9                                    | 2,6                                    | −4,5                                   | −10,9                                  | 2,6                                    |
| Середній мінімум, °C                   | −14,3                                  | −13,1                                  | −7,8                                   | −3,3                                   | 0,3                                    | 3,9                                    | 5,8                                    | 4,6                                    | 0,2                                    | −3,7                                   | −8,7                                   | −15,1                                  | −4,3                                   |
| Абсолютний мінімум, °C                 | −42,8                                  | −39                                    | −34,4                                  | −22,2                                  | −10                                    | −5,6                                   | −6,5                                   | −4,5                                   | −10                                    | −22,5                                  | −38                                    | −42,8                                  | −42,8                                  |
| Норма опадів, мм                       | 39.5                                   | 20.7                                   | 23                                     | 34.6                                   | 55.8                                   | 74.4                                   | 63.1                                   | 52.5                                   | 43.3                                   | 35.8                                   | 40.3                                   | 38.5                                   | 521.4                                  |
| Днів з опадами                         | 12,2                                   | 7,7                                    | 7,3                                    | 8,4                                    | 14,1                                   | 15                                     | 13,2                                   | 13                                     | 10,3                                   | 9,7                                    | 10,5                                   | 11,5                                   | 133                                    |
| Днів з дощем                           | 0,6                                    | 0,7                                    | 2,1                                    | 7,4                                    | 15                                     | 16,9                                   | 14,3                                   | 13,4                                   | 10,6                                   | 9,3                                    | 3,3                                    | 0,4                                    | 94                                     |
| Днів зі снігом                         | 12                                     | 7,3                                    | 5,7                                    | 2,7                                    | 0,7                                    | 0,1                                    | 0                                      | 0                                      | 0,5                                    | 2                                      | 8,6                                    | 11,5                                   | 51                                     |
| -------------------------------------- | -------------------------------------- | -------------------------------------- | -------------------------------------- | -------------------------------------- | -------------------------------------- | -------------------------------------- | -------------------------------------- | -------------------------------------- | -------------------------------------- | -------------------------------------- | -------------------------------------- | -------------------------------------- | -------------------------------------- |
| Джерело: Weatherbase                   |                                        |                                        |                                        |                                        |                                        |                                        |                                        |                                        |                                        |                                        |                                        |                                        |                                        |

- Долина Кутені